# Brillia immaculata
Brillia immaculata är en tvåvingeart som beskrevs av Botnariuc et Cure 1956. Brillia immaculata ingår i släktet Brillia och familjen fjädermyggor.
Artens utbredningsområde är Rumänien. Inga underarter finns listade i Catalogue of Life.